# Donald Hings
Donald Lewes Hings (6 de noviembre de 1907 - 25 de febrero de 2004) fue un inventor canadiense nacido en Leicester, Inglaterra. En 1937 creó un sistema de señalización de radio portátil para su empleador CM&S, al que llamó «Packset», pero que más tarde se conoció como «walkie-talkie».
Mientras Hings presentaba una patente estadounidense para el packset en Spokane, Washington, en 1939, Canadá declaró la guerra a Alemania. CM&S envió a Hings a Ottawa para volver a desarrollar su nuevo invento para uso militar, y trabajó allí desde 1940 hasta 1945. Durante estos años, desarrolló una serie de modelos, incluido el exitoso Walkie-Talkie C-58, que eventualmente vendió dieciocho mil unidades producidas para uso de la infantería, y por el que recibió la MBE en 1946 y la Orden de Canadá en 2001.
Después de la guerra, se mudó a Burnaby, Columbia Británica, donde estableció una empresa de I+D en electrónica, Electronic Labs of Canada. Continuó investigando y creando en los campos de las comunicaciones y la geofísica hasta su jubilación. Tenía más de 55 patentes en Canadá y los Estados Unidos, y fue el inventor del sistema de medición del magnetómetro klystron. En 2006, Hings fue incluido en el Salón de la Fama de las Telecomunicaciones.
Nacido en Leicester, Inglaterra, se mudó a Canadá con su madre y su padre cuando tenía tres años. Murió en Capitol Hill, Burnaby, en 2004.